# LVCI 131–150
Az LVCI 131–150 egy szerkocsisgőzmozdony-sorozat volt a Lombardisch-venetianischen und central-italienischen Eisenbahn-Gesellschaft-nál (LVCI), mely egy osztrák-magyar magánvasút-társaság volt.
A 20 mozdonyt a Schneider Le Creusot szállította 1858-ban a LVCI-nek. A mozdonyok 131-150 pályaszámokat kaptak. A Déli Vasúttársaság (SB) megvett tíz mozdonyt közülük (141-150), és besorolta saját számozási rendszerében a 20 sorozat SB 101-110 pályaszámok alá. 1867 a tíz mozdony az Olasz Államvasutak (Strade Ferrate Alta Italia, SFAI) állományába került, amely az LVCI mozdonyokkal együtt a 738-757 pályaszámokat adta nekik.
A Rete Adriatica felülszámozta őket saját rendszerében 3016-3035 pályaszámúakká, 1905-ben közülük még kettő a 3953-3954 került az FS-hez, a többi 18 mozdonyt az RA 1898-1905 között selejtezte.

## Fordítás
- Ez a szócikk részben vagy egészben  a   LVCI 131–150 című német Wikipédia-szócikk fordításán alapul.  Az eredeti cikk szerkesztőit annak laptörténete sorolja fel. Ez a jelzés csupán a megfogalmazás eredetét és a szerzői jogokat jelzi, nem szolgál a cikkben szereplő információk forrásmegjelöléseként. - Az eredeti szócikk forrásai szintén ott találhatóak.